# 제부치 (고조섬)

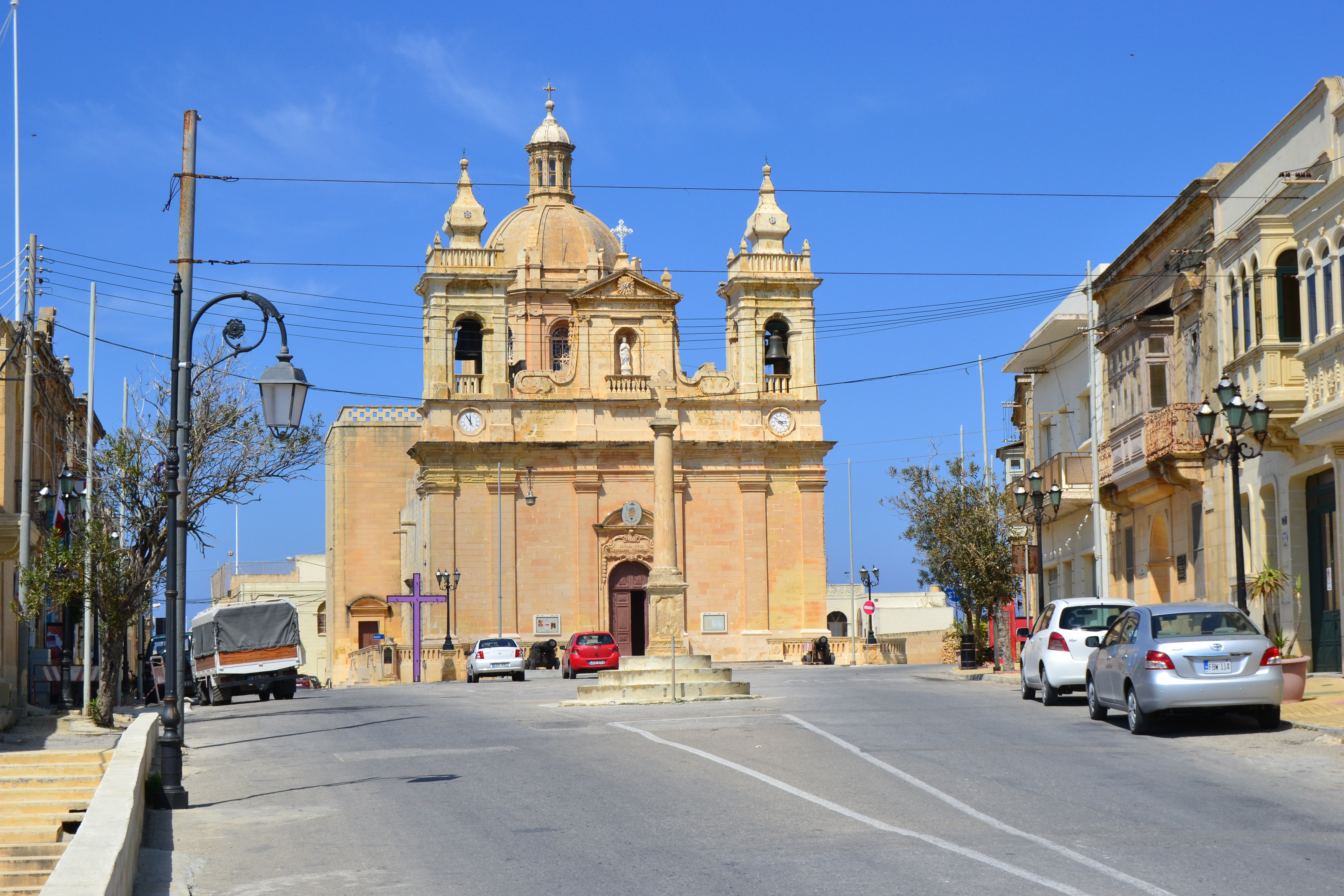
제부치 교회당과 광장

제부치(고조섬)의 위치

제부치(몰타어: Żebbuġ)는 몰타 고조섬 북서부에 위치한 도시로 면적은 7.6km2, 인구는 1,770명(2005년 11월 기준), 인구 밀도는 230명/km2이다. 도시 이름은 몰타어로 "올리브"를 뜻한다.

시기
시 문장